# Sunrise Beach
Sunrise Beach és una població dels Estats Units a l'estat de Missouri. Segons el cens del 2000 tenia 368 habitants.

## Demografia
Segons el cens del 2000, Sunrise Beach tenia 368 habitants, 171 habitatges, i 112 famílies. La densitat de població era de 32,1 habitants per km².
Dels 171 habitatges en un 15,2% hi vivien nens de menys de 18 anys, en un 59,1% hi vivien parelles casades, en un 4,7% dones solteres, i en un 34,5% no eren unitats familiars. En el 28,1% dels habitatges hi vivien persones soles el 14,6% de les quals corresponia a persones de 65 anys o més que vivien soles. El nombre mitjà de persones vivint en cada habitatge era de 2,15 i el nombre mitjà de persones que vivien en cada família era de 2,52.
Per edats la població es repartia de la següent manera: un 14,9% tenia menys de 18 anys, un 6,3% entre 18 i 24, un 19,6% entre 25 i 44, un 29,9% de 45 a 60 i un 29,3% 65 anys o més.
L'edat mediana era de 51 anys. Per cada 100 dones de 18 o més anys hi havia 92 homes.
La renda mediana per habitatge era de 27.679 $ i la renda mediana per família de 30.833 $. Els homes tenien una renda mediana de 21.016 $ mentre que les dones 15.536 $. La renda per capita de la població era de 17.382 $. Entorn del 6,3% de les famílies i el 10,7% de la població estaven per davall del llindar de pobresa.

## Poblacions més properes
El següent diagrama mostra les poblacions més properes.